# Fluorură de calciu

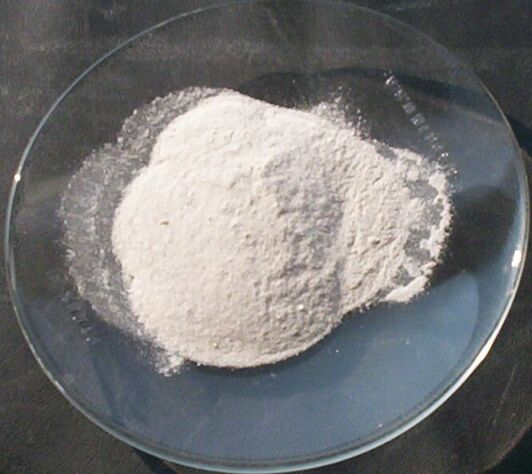

Fluorura de calciu este o sare anorganică compusă din cationi de calciu și anioni de fluorură. Formula chimică a fluorurii de calciu este {\displaystyle {\ce {CaF2}}}, iar masa molară este de 78,07g / mol. Apare ca un solid cristalin alb. Cu toate acestea, cristalele unice de fluorură de calciu sunt transparente.
Punctul de topire al fluorurii de calciu este de 1.418 ° C, iar punctul de fierbere de 2.533 ° C. Fluorura de calciu apare în mod natural sub formă de mineral fluoric. Are o culoare profundă datorită prezenței diferitelor impurități. Este abundent, dar este utilizat în principal pentru producerea acidului HF. Fluorura de calciu de puritate ridicată este produsă prin tratarea carbonatului de calciu ({\displaystyle {\ce {CaCO3}}}) cu acidul fluorhidric (HF).
CaCO3 + 2HF → CaF2 + CO2 + H20
Ca o aplicație, fluorita naturală este utilizată ca precursor pentru producerea acidului HF. Acest proces de producție implică reacția de fluor de calciu cu acid sulfuric, care produce sulfat de calciu ({\displaystyle {\ce {CaSO4}}}) solid și gaz HF. Fluorura de calciu este folosită pentru producerea de componente optice, precum ferestre, lentile etc.